# NGC 4299
NGC 4299 ist eine spiralförmige Zwerggalaxie mit ausgedehnten Sternentstehungsgebieten vom Hubble-Typ SBd im Sternbild Jungfrau am Nordsternhimmel. Sie ist schätzungsweise 8 Millionen Lichtjahre von der Milchstraße entfernt und hat einen Durchmesser von etwa >10.000 Lj. Wahrscheinlich bildet sie gemeinsam mit NGC 4294 ein wechselwirkendes Paar. Unter der Katalognummer VCC 491 ist sie als Mitglied des Virgo-Galaxienhaufens gelistet.

Im selben Himmelsareal befinden sich u. a. die Galaxien IC 3173, IC 3192, IC 3196, IC 3209.
Das Objekt wurde am 15. März 1784 von dem Astronomen Wilhelm Herschel entdeckt.